# Korolivka, Jașkiv
Korolivka (în ucraineană Королівка) este o comună în raionul Jașkiv, regiunea Cerkasî, Ucraina, formată numai din satul de reședință.

## Demografie
Componența lingvistică a comunei Korolivka
     Ucraineană (97,71%)
     Rusă (1,83%)
     Alte limbi (0,46%)
Conform recensământului din 2001, majoritatea populației comunei Korolivka era vorbitoare de ucraineană (97,71%), existând în minoritate și vorbitori de rusă (1,83%).